# Espite
Espite es una freguesia portuguesa del concelho de Ourém, con 18,96 km² de superficie y 1.275 habitantes (2001). Su densidad de población es de 67,2 hab/km².